# Perșotravensk, Dnipropetrovsk
Perșotravensk (în ucraineană Першотравенськ) este oraș regional în  regiunea Dnipropetrovsk, Ucraina.  

## Demografie
Componența lingvistică a orașului Perșotravensk
     Rusă (58,89%)
     Ucraineană (40,21%)
     Alte limbi (0,23%)
Conform recensământului din 2001, majoritatea populației orașului Perșotravensk era vorbitoare de rusă (58,89%), existând în minoritate și vorbitori de ucraineană (40,21%).